# 菊地浩吉
菊地 浩吉（きくち こうきち、1932年5月16日 - ）は、日本の医学者。専門は、免疫学・人体病理学・実験腫瘍学・がん免疫学。がん細胞・免疫の研究で多数の論文を発表、がん研究の第一人者とされる。学位は、医学博士。札幌医科大学名誉教授。元同大学学長を歴任。
自己のがん細胞に対するがん患者の免疫反応の存在を細胞および分子レベルで証明した。 免疫によるがん細胞破壊が、Tリンパ球を主とする多種の免疫細胞及びその情報伝達分子(サイトカイン)によって起こることを、動物実験のみならず人がんについても立証した。多くの抗ヒトリンパ球モノクローナル抗体を開発し、リンパ腫、白血病の分類、診断、治療に応用した。例えばCD20は白血病の治療に評価が高い。人がんの免疫治療、とくにワクチン、抗体療法の先駆者として知られている。がんの免疫理論に基づき、早くから対がん活動、がん検診を実践し、北海道対がん協会会長を勤めた。著書の免疫学や病理学の教科書・参考書は医学、薬学、生物学分野で広く用いられている。

## 略歴
1932年樺太・真岡町（現在のロシア極東連邦管区サハリン州ホルムスク）生まれ。1957年北海道大学医学部卒業。1962年同大学院医学研究科博士課程修了、医学博士、学位論文の題は「腫瘍特異抗原の細胞内所在に関する研究、日病誌1961」。同年新設の同医学部癌免疫病理研究施設助手を経て、1966年同医学部病理学第一講座講師。同年米国スローン・ケッタリング癌研究所客員研究員。1969年北海道大学医学部助教授。1971年札幌医科大学病理学講座教授。1982年札幌医科大学副学長。1986年札幌医科大学長・札幌医科大学衛生短期大学部学長に就任。1990年中国医科大学名誉教授。1998年札幌医科大学定年退職、同名誉教授、札幌IDL(免疫診断研究所)所長。1999年北海学園北見大学開発政策研究所特別研究員。2001年北海道対がん協会会長。
その他、日本病理学会認定病理医、理事、会長、日本癌学会理事、日本免疫学会会長、北海道、文部科学省、厚生労働省などの数多くの審査会、評価委員を務め、各種学会の名誉会員（日本病理学会、日本免疫学会、日本癌学会、日本東洋医学会など）、日本がん免疫学会アドバイザー、札幌姉妹都市協会会長、内藤財団理事、秋山生命科学振興財団理事、寿原財団理事、北海道心臓協会理事などを歴任した。

## 受賞・栄典
- 1974年 - 北海道医師会・知事賞（腫瘍特異的細胞性免疫の研究）
- 1982年 - 北海道科学技術賞（細胞培養技術を用いた癌患者免疫反応解析）
- 1994年 - 秋山財団賞（人癌細胞に対する細胞性免疫の研究）
- 1995年 - 北海道新聞文化賞（ヒト癌特異免疫に関する研究）
- 1996年 - 北海道文化賞（医学研究、教育における貢献）
- 2002年 - 北海道功労賞（医学の発展と医学教育の振興）
- 2012年 - 日本癌学会・長与又郎賞（ヒト自家癌とその臨床応用）
- 2013年 - 瑞宝中綬章[2]
- 2013年 - 日本対がん協会・朝日がん大賞（癌免疫研究と癌予防実践）

## 主要業績
著書168冊、原著・総説704編、特別講演・シンポジウム・国際学会313題、その他483項目は全て「菊地浩吉、研究と業績1958-2012」（2013）に記載されている。
- A. 主要著書
  - 武田勝男、菊地浩吉：癌の秘密. 金原出版、東京、1972
  - 菊地浩吉ほか編著：じん肺図譜. 労働福祉事業団、岩見沢労災病院、1974
  - Ishikura,H. and Kikuchi,K. Eds.: Intestinal Anisakiasis in Japan. Springer Verlag, N.Y./Berlin, 1990
  - 菊地浩吉：続医者の学校はいま. 南山堂、東京、1992
  - 菊地浩吉、菊地由里：最新免疫学図説. メディカルカルチユア、東京、1995
  - 菊地浩吉、吉木敬編：新病理学総論、第16版、南山堂、1997
  - 菊地浩吉ほか編：Annual Review免疫1997、中外医学社、1997
  - 菊地浩吉ほか：周り道免疫学. メディカルレビユー社、1998
  - Kikuchi,K. et al Eds.: Recent Advances of Human Tumor Immunology and Immunotherapy. Gann Monogr.Cancer Res.48,Jpn.Sci.Soc.Press,Tokyo, 1999
  - 菊地浩吉、吉木敬編：新病理学各論. 第13版、南山堂、2000
  - 菊地浩吉監修、佐藤昇志ほか編：病態病理学. 第16版、南山堂、2004
  - 菊地浩吉ほか編：医科免疫学、第6版、南江堂、2008
  - 菊地浩吉：藻岩山麓記. 2009
  - 北海道対がん協会：創立80周年記念誌. 財団法人北海道対がん協会、2011
  - 菊地浩吉、菊地由生子：癌免疫物語、私家改訂版、2012
  - 菊地浩吉：菊地浩吉、研究と業績1958-2012、札幌医科大学、2012
  - 菊地浩吉：器官病理学序論. 笠原、石倉、佐藤編、器官病理学、p.3-11、南山堂、2013
- B. 主要論文
  - 菊地浩吉：ラッテ腹水腫瘍の腫瘍特異抗原の細胞内所在に関する研究. 日病誌50:394-412,611-619, 1961
  - Takeda,K., Kikuchi,K. et al: Immunological prophylaxis of chemical carcinogenesis in mice. Ⅰ. Effect of immunization with insoluble lipoprotein of tumor cells on Methylcholanthrene carcinogenesis. Gann 58:203-209, 1967
  - Kikuchi,K., et al: Diffusible cytotoxic substance associated with cell- mediated resistance to syngeneic mouse tumors in tissue culture: in vitro demonstration. Science 165:203-209, 1969
  - Kikuchi,K., et al: Tumor-specific cell-mediated resistance to autochtho- nous tumors. Cancer Res. 32:516-521, 1972
  - 菊地浩吉：がんの免疫 − その思想と発展. 自然28(10):36-45, 1973
  - Kikuchi,K., et al: Cell-mediated immunity involved in autochthonous tumor rejection in rats. Ann. N.Y. Acad. Sci. 276: 188-206, 1976
  - 菊地浩吉：リンパ球表面抗原の解析とその応用. 日病誌72: 3-28, 1983
  - 菊地浩吉：癌細胞に対する免疫応答、免疫細胞および組織. 飯島ほか編、現代病理学大系9B、腫瘍と宿主、原因発生論. Ⅰ. p.17-37, 中山書店、東京、1984
  - 菊地浩吉：リンパ球分化抗原と悪性リンパ腫. 小島 瑞編、悪性リンパ腫、p.23-43、近代出版、東京、1984
  - Ishii,Y., Kikuchi,K., et al: Lymphoid cell subpopulations infiltrating into autologous rat tumors undergoing rejection.　Cancer Res. 44: 4053-4058, 1984
  - Kikuchi,K., et al: Significance of local T cell response to human cancer. In: Torisu,M. and Yoshida,T., eds., Basic Mechanisms and Clinical Treatment of Tumor Metastasis. p.143-161, Acad, Press, New York, 1985
  - Shijubo,N., Uede,T., and Kikuchi,K. : Functioal analysis of mono- nuclear cell infiltration to tumors. Ⅴ.  A soluble factor involved in the regulation of cytotoxic/suppressor T cells infiltrating into tumors. J.Immunol.142: 2961-2967, 1989
  - Kikuchi,K., et al : Cytotoxic T cell clones against human autologous cancers.: Analysis of target antigen and the mechanism of specific target cell destruction. In: Hamaoka,T. et al, eds. Immune System and Cancer, p.303- 313, Talor and Francis, London, 1989
  - Takami,T., Kikuchi,K., et al: Reactivity and specificity of L26 (pan B cell mAb) on 322 cases of fresh and paraffin embedded lymphoproliferative diseases. In: Knapp,W. et al. eds., Leucocyte Typing , White cell Differen- tiation Antigens. Oxford, NY/Tokyo, 1989
  - Sato,N., Kikuchi,K., et al: Natural antigenic peptides of gastric signet ring cell carcinomas. In: Kikuchi,K. et al., eds., Recent Adv. of Human Tumor Immunology and Immunotherapy. Gann Monogr. Cancer Res. 48, p.31-41, Jpn. Sci. Soc. Press, Tokyo, 1998
  - Kikuchi,K. and Sato,N: Cell-mediated immunity of autologous cancer – Rationale of immunology and immunotherapy. In: Kikuchi,K. et al., eds., Recent Adv. Human Tumor Immunology and Immunotherapy. Gann Monogr. Cancer Res. 48, p.31-41, Jpn. Sci. Soc. Press, Tokyo, 1998
  - Nabeta,Y., Kikuchi,K., et al: Induction of cytotoxic T lymphocytes from peripheral blood of HLA-A31 gastric cancer patients by in vitro stimulation with antigenic peptide of signet ring cell carcinoma. Jpn. J. Cancer Res. 91: 616-621, 2000
  - Sahara,H., Kikuchi,K., et al.: A gene encoding human gastric signet ring cell carcinoma antigen recognized by HLA-A31- restricted cytotoxic T lymphocytes.  J. Immunother. 25: 235-242, 2002
  - 菊地浩吉：モノクローナル抗体：ノーベル賞の医療への貢献. 綜合臨床57: 95-100、2008